# Погром у Каунасу
Погром у Каунасу је био масакр над Јеврејима који су живели у Каунасу у Литванији, који се догодио од 25. до 29. јуна 1941 − у првим данима операције Барбароса и нацистичке окупације Литваније. Најозлоглашенији догађај ње одиграо у гаражи Лијетукис, где је неколико десетина јеврејских мушкараца јавно мучено и убијено 27. јуна. Након јуна, систематска убијања су вршена у разним тврђавама Каунаске тврђаве, посебно у Седмој и Деветој тврђави.

## Позадина
Литвански активистички фронт (ЛАФ), национална ослободилачка организација која је деловала унутар совјетске Литваније, преузела је контролу над градом и већим делом унутрашњости Литваније у вече 23. јуна. СС-бригадефирер Франц Валтер Шталекер је стигао у Каунас у јутро 25. јуна. Посетио је штаб Литванске сигурносне полиције и одржао дугачак антисемитски говор у коме је охрабрио Литванце да реше „јеврејски проблем“. Према Шталекеровом извештају од 15. октобра, локални Литванци нису били ентузијастични у вези са погромом, па је морао да искористи Алгирдаса Климаитиса и његове људе. Климаитис је контролисао паравојну јединицу од око 600 људи коју је у Тилзиту организовао СД и која није била потчињена ЛАФу.

## Масакр
Почев од 25. јуна, јединице које су организовали нацисти су нападале јеврејске цивиле у Слободки (Вилијамполе), јеврејском предграђу Каунаса, у коме се налазила светски позната Слабодка јешива. Према рабину Ефраииму Ошрију, Немци су били присутни на мосту ка Слободки, али су Литвански добровољци убијали Јевреје. Рабину Слободке, Раву Залману Осовском, су руке и ноге везане за столицу, „онда је његова глава постављена на отворени том гемаре (том у Талмуду), и одсекли су му главу“, након чега су му убијени супруга и син. Његова глава је постављена на прозор његовог стана уз знак: „Ово ћемо урадити свим Јеврејима“
До 28. јуна 1941, према Шталекеру, 3.000 људи је убијено у Каунасу, а још 1.200 у другим оближњим местима. Неки верују да је Шталекер преувеличао своје резултате.

## Контроверза
Постоји контроверза око тога ко је главни одговоран за започињање масакара, локални Литванци или нацисти.
Литванци цитирају Шталекеров извештај Химлеру од 15. октобра. Шталекер је написао да је успео у прикривању акција Форкомандо јединица (претходница) и да је учинио да изгледа као иницијатива локалног становништва.
Други извори тврде да су масакри започели и пре него што су Немци стигли. Они истичу да су се убиства дешавала и по селима а не само у Каунасу.